# Przedsiębiorstwo Komunikacji Miejskiej w Tychach
Przedsiębiorstwo Komunikacji Miejskiej w Tychach działało od 1959 jako oddział ZP-5 WPK Katowice, wtedy to powstała zajezdnia autobusowa w Tychach. W 1976 powstała nowa zajezdnia (ZP-7) przy ulicy Towarowej 1, gdzie znajduje się do dziś. W latach 1959–1991 firma działała w ramach WPK Katowice. W roku 1991 przekształciła się w samodzielną spółkę: PKM Spółka z o.o. w Tychach.
PKM Tychy wykonuje usługi przewozowe w oparciu o umowę z ZTM. Trzon taboru firmy stanowią niskopodłogowe autobusy marki MAN. PKM Tychy eksploatuje autobusy napędzane sprężonym gazem ziemnym CNG.
Na początku 2023r. PKM Tychy podpisał umowę na dostawę 10 nowych autobusów o wartości w sumie 13 300 000 zł. 16 stycznia 2024r. odbyło się symboliczne przekazanie pojazdów marki Solaris na terenie zajezdni.

## Tabor

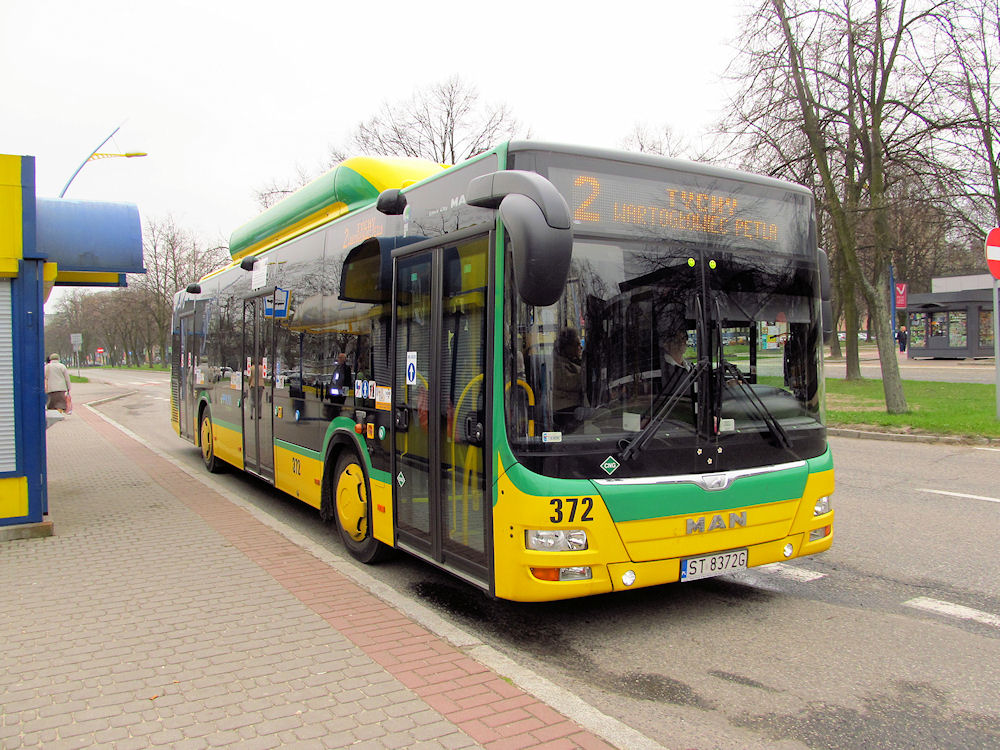
MAN NL273 Lion`s City CNG
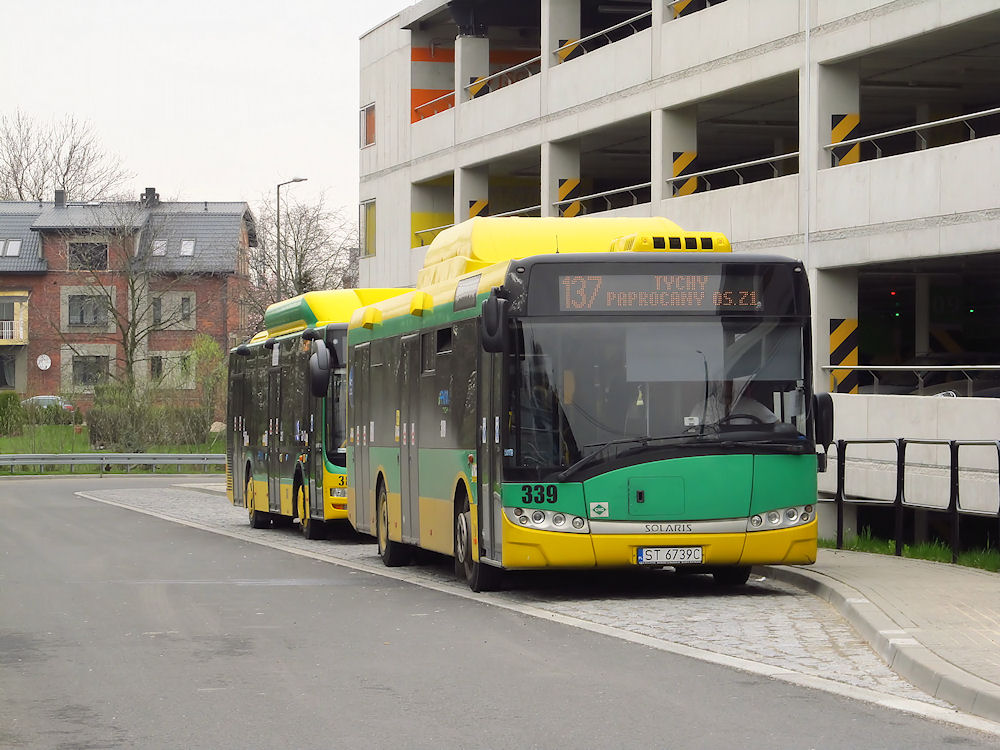
Solaris Urbino 12 CNG
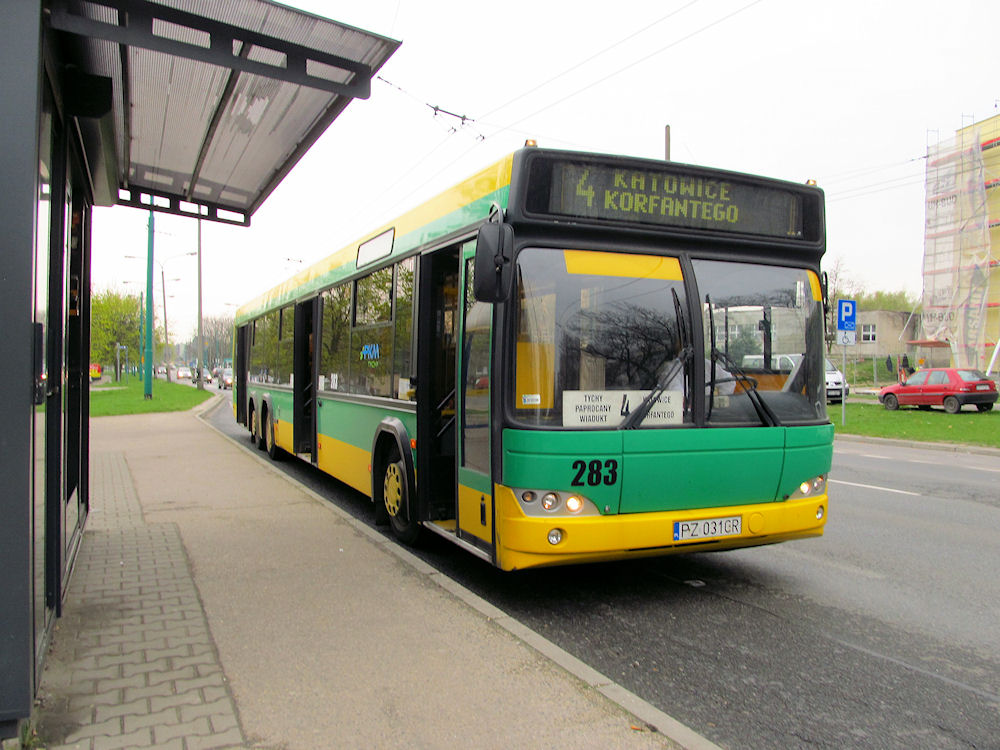
МАZ 107.469
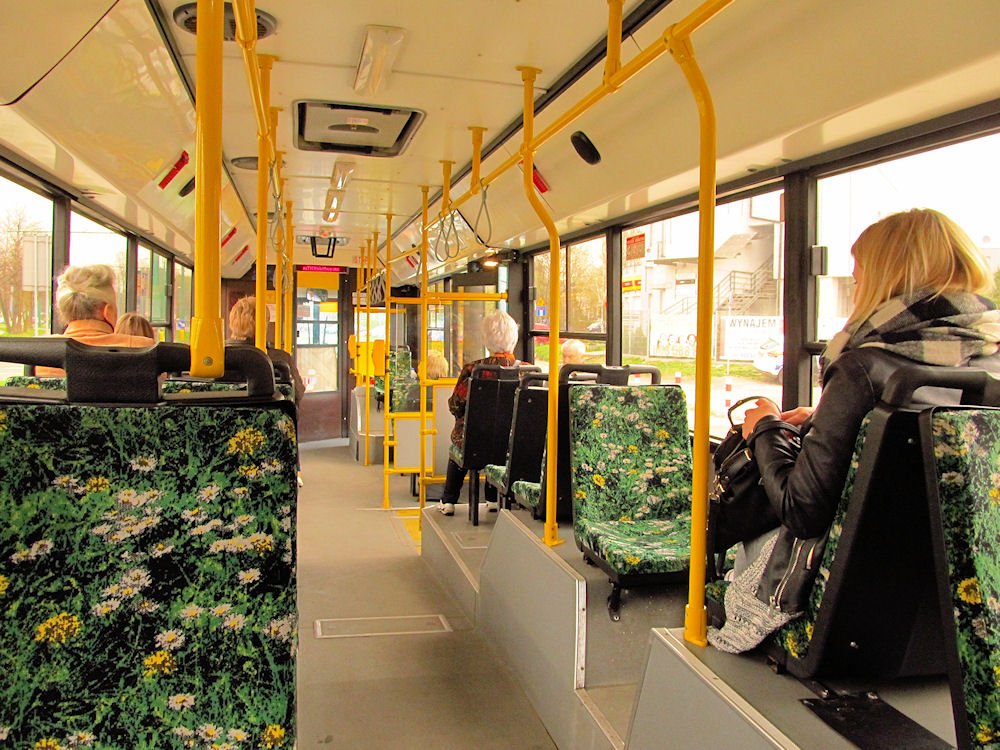
МАZ 107.469

| Model autobusu                                       | Eksploatacja w PKM od                                | Lata produkcji                                       | Numer taborowy                                       | Wyposażenie | Liczba |
| ---------------------------------------------------- | ---------------------------------------------------- | ---------------------------------------------------- | ---------------------------------------------------- | --- | ------ |
| Solaris Urbino 18 III                                | 2007                                                 | 2007/2008/2009/2011                                  | 261-262, 264-280,                                    | przewóz osób na wózkach · Internet bezprzewodowy | 19     |
| Urbino 12 III                                        | 2008                                                 | 2008/2009                                            | 342-344, 346-347,                                    | przewóz osób na wózkach · Internet bezprzewodowy | 5      |
| Solaris Urbino 12 III LE CNG                         | 2011                                                 | 2008                                                 | 323, 324,                                            | przewóz osób na wózkach | 2      |
| Solaris Urbino 12 III CNG                            | 2011                                                 | 2009                                                 | 325-340, 348-359,                                    | przewóz osób na wózkach · Internet bezprzewodowy | 28     |
| MAN NL243 Lion’s City CNG                            | 2011                                                 | 2006/2007                                            | 322, 398-403,                                        | przewóz osób na wózkach · klimatyzacja przestrzeni pasażerskiej                                                                                        | 7      |
| MAZ 107.468                                          | 2012                                                 | 2012                                                 | 282, 283,                                            | przewóz osób na wózkach | 2      |
| MAZ 107.468                                          | 2013                                                 | 2013                                                 | 284-286,                                             | przewóz osób na wózkach · klimatyzacja przestrzeni pasażerskiej                                                                                        | 3      |
| MAZ 206.085                                          | 2013                                                 | 2013                                                 | 360,                                                 | przewóz osób na wózkach | 1      |
| MAZ 215                                              | 2014                                                 | 2013                                                 | 287-289,                                             | przewóz osób na wózkach · klimatyzacja przestrzeni pasażerskiej · Internet bezprzewodowy                                                               | 3      |
| Solaris Urbino 18 LE CNG III                         | 2015                                                 | 2011                                                 | 021,                                                 | przewóz osób na wózkach · klimatyzacja przestrzeni pasażerskiej                                                                                        | 1      |
| Mercedes-Benz Sprinter 519CDI                        | 2015                                                 | 2013/2015                                            | 9, 10,                                               | przewóz osób na wózkach · klimatyzacja przestrzeni pasażerskiej                                                                                        | 2      |
| Mercedes-Benz 516 NGT                                | 2015                                                 | 2014                                                 | 3,                                                   | przewóz osób na wózkach · klimatyzacja przestrzeni pasażerskiej                                                                                        | 1      |
| MAN NG313 Lion's City CNG G                          | 2015                                                 | 2015                                                 | 290-295,                                             | przewóz osób na wózkach · klimatyzacja przestrzeni pasażerskiej · monitoring · system informacji pasażerskiej · Internet bezprzewodowy                 | 6      |
| MAN NL273 Lion’s City CNG                            | 2015                                                 | 2015                                                 | 368-397,                                             | przewóz osób na wózkach · klimatyzacja przestrzeni pasażerskiej · monitoring · system informacji pasażerskiej · Internet bezprzewodowy                 | 30     |
| Mercedes-Benz Sprinter City 65                       | 2016                                                 | 2012/2013                                            | 15-20, 22,                                           | przewóz osób na wózkach · monitoring | 7      |
| Iveco Daily 72C14 CNG                                | 2019                                                 | 2019                                                 | 023-032,                                             | przewóz osób na wózkach · klimatyzacja przestrzeni pasażerskiej · monitoring · system informacji pasażerskiej · Internet bezprzewodowy · ładowarki USB | 10     |
| Autosan M12LF CNG                                    | 2019                                                 | 2019                                                 | 421-440,                                             | przewóz osób na wózkach · klimatyzacja przestrzeni pasażerskiej · monitoring · system informacji pasażerskiej · Internet bezprzewodowy · ładowarki USB | 20     |
| Solaris Urbino 18 IV CNG                             | 2019                                                 | 2019                                                 | 299,                                                 | przewóz osób na wózkach · klimatyzacja przestrzeni pasażerskiej · monitoring · system informacji pasażerskiej                                          | 1      |
| SOR BNG10,5                                          | 2019                                                 | 2019                                                 | 404-411,                                             | przewóz osób na wózkach · klimatyzacja przestrzeni pasażerskiej · monitoring · system informacji pasażerskiej · Internet bezprzewodowy · ładowarki USB | 8      |
| MAN NG313 Lion's City G CNG                          | 2020                                                 | 2020                                                 | 201-224,                                             | przewóz osób na wózkach · klimatyzacja przestrzeni pasażerskiej · monitoring · system informacji pasażerskiej · Internet bezprzewodowy · ładowarki USB | 23     |
| Solaris Urbino 12 IV                                 | 2024                                                 | 2023                                                 | 7001-7010                                            | przewóz osób na wózkach · klimatyzacja przestrzeni pasażerskiej · monitoring · system informacji pasażerskiej · Internet bezprzewodowy · ładowarki USB | 10     |
| Wszystkie pojazdy                                    | Wszystkie pojazdy                                    | Wszystkie pojazdy                                    | Wszystkie pojazdy                                    | Wszystkie pojazdy | 189    |
| Udział autobusów niskopodłogowych i niskowejściowych | Udział autobusów niskopodłogowych i niskowejściowych | Udział autobusów niskopodłogowych i niskowejściowych | Udział autobusów niskopodłogowych i niskowejściowych | Udział autobusów niskopodłogowych i niskowejściowych                                                                                                   | 100%   |